# Janetta Mary Ornsby
Janetta Mary Isabel Ornsby, née Palmer le 22 juillet 1871 à Boston (Lincolnshire) et morte le 17 août 1954 à Édimbourg, est une suffragette écossaise.
Elle est l'une des fondatrices de la Women's Engineering Society.

## Biographie
Janetta Palmer est née à Boston dans le Lincolnshire. Elle est la fille du révérend Albert Reynolds Palmer de Dalkeith et de Margaret Anne MacFarlane (1839-1893) de Collessie (en) et est la petite-fille du Dr John MacFarlane, ministre de l'Église libre d'Écosse à Dalkeith. Elle a trois frères et sœurs : Ethel, qui a suivi une formation médicale à l'Université d'Édimbourg ; Charles, architecte ; et Brien, qui deviendra ministre en Australie.
En 1896, elle épouse Robert Embleton Ornsby (1856-1920),[4] agent de la Seaton Delaval Coal Company et auteur des mémoires de James Hope-Scott en 1884. En raison de la mauvaise santé de son mari, elle s'adresse souvent aux mineurs et aux propriétaires de charbon en son absence.
Elle est impliquée dans le mouvement pour le droit de vote des femmes et est l'une des sept signataires des documents fondateurs de la Women's Engineering Society en 1919, aux côtés de Katharine Parsons, sa fille Rachel Mary Parsons, Margaret, Lady Moir, Laura Annie Willson, Eleanor Shelley-Rolls et Margaret Rowbotham. Elle est élue au Conseil du WES lors de la première AGA le 19 mai 1920.
Elle meurt en 1954 à Édimbourg.